# کامبرک
کامبرک (به چکی: Kamberk) یک منطقهٔ مسکونی در جمهوری چک است که در ناحیه بنشوو واقع شده‌است.